# Leprolochus birabeni
Leprolochus birabeni är en spindelart som beskrevs av Cândido Firmino de Mello-Leitão 1942. 
Leprolochus birabeni ingår i släktet Leprolochus och familjen Zodariidae. Inga underarter finns listade i Catalogue of Life.